# Даурский журавль
Даурский журавль (лат. Antigone vipio) — птица семейства журавлей, обитающая в Восточной Азии, в том числе и на территории Российской Федерации. Редкий вид, его общая численность по оценкам орнитологов составляет 4900—5300 особей. Находится под охраной международных и национальных законодательств.

## Описание
Птица высотой около 130-140 см и весом 5,6 кг. Единственный вид журавлей, у которых ноги имеют розоватый оттенок, а вдоль шеи проходят широкие белые полосы. Вокруг глаз имеются участки красной голой кожи. Оперение большей части тела взрослых птиц тёмно-серое; маховые и кроющие перья крыльев более светлые и имеют серебристый оттенок. Половой диморфизм (видимые различия между самцом и самкой) не выражен, хотя самцы выглядят несколько крупнее.
У молодых птиц перья на голове и передней части шеи рыжие, а маховые перья крыльев и хвост тёмно-серые.

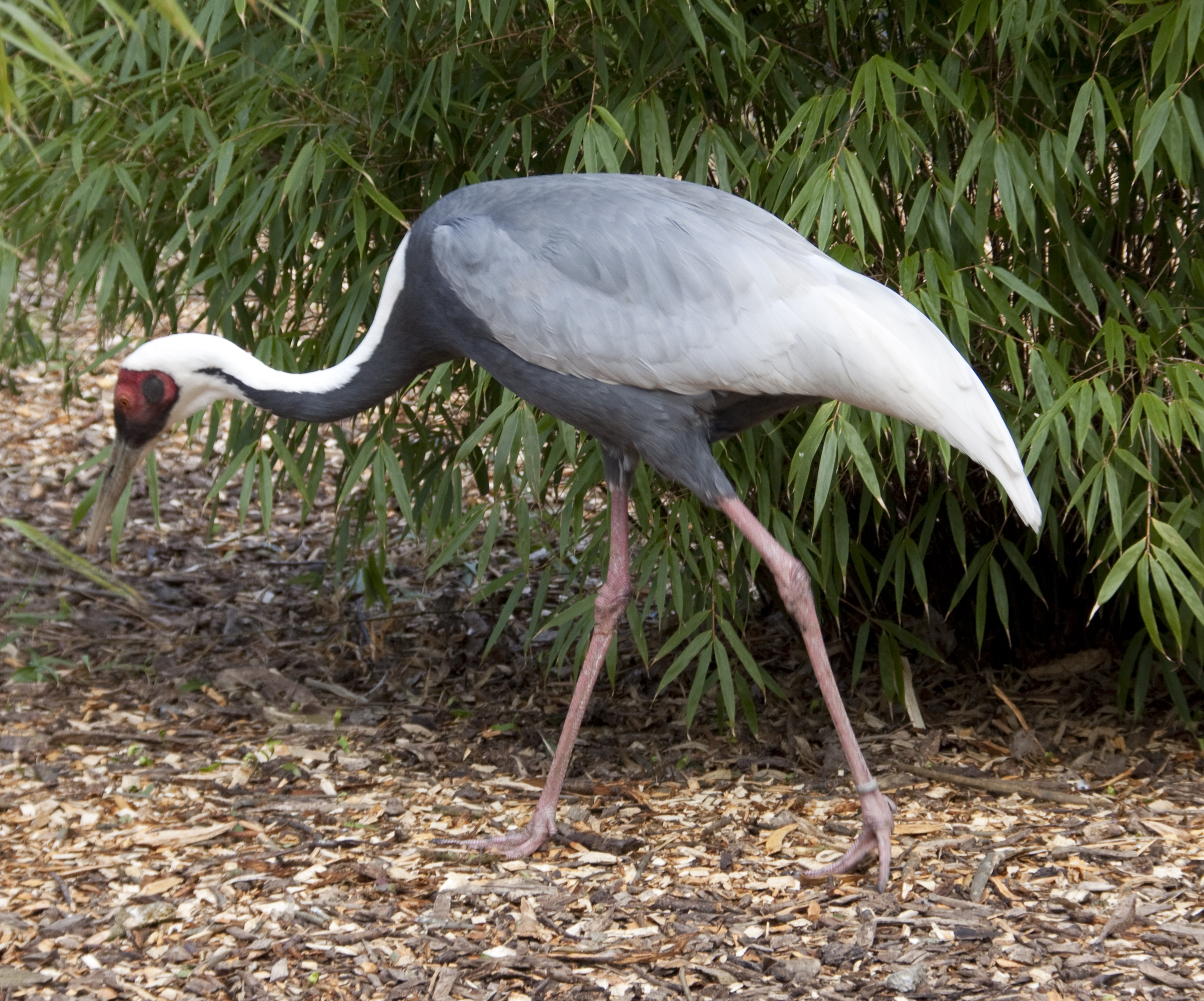
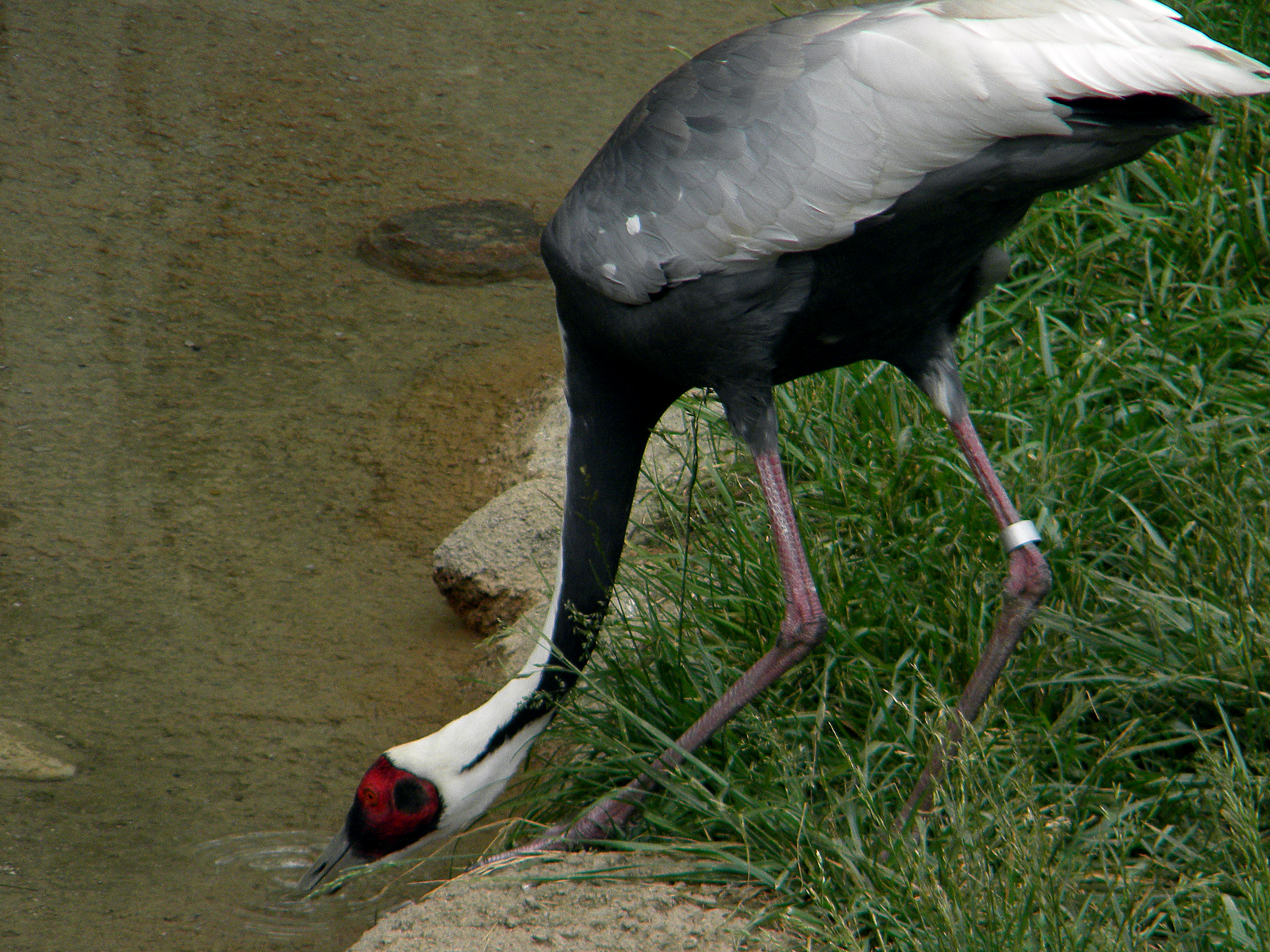
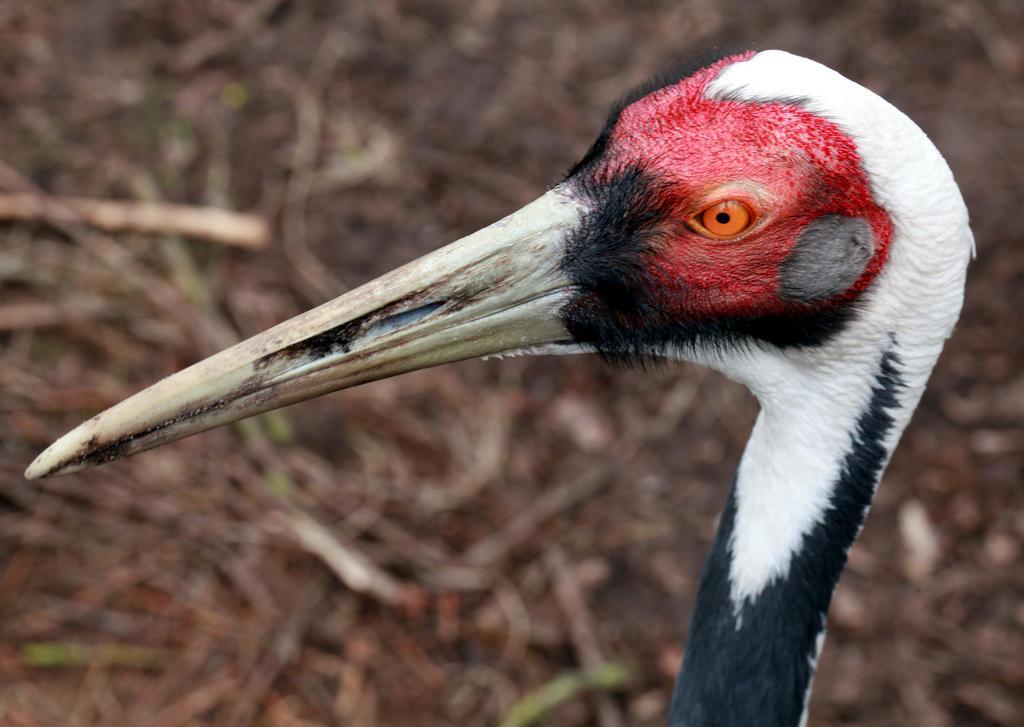
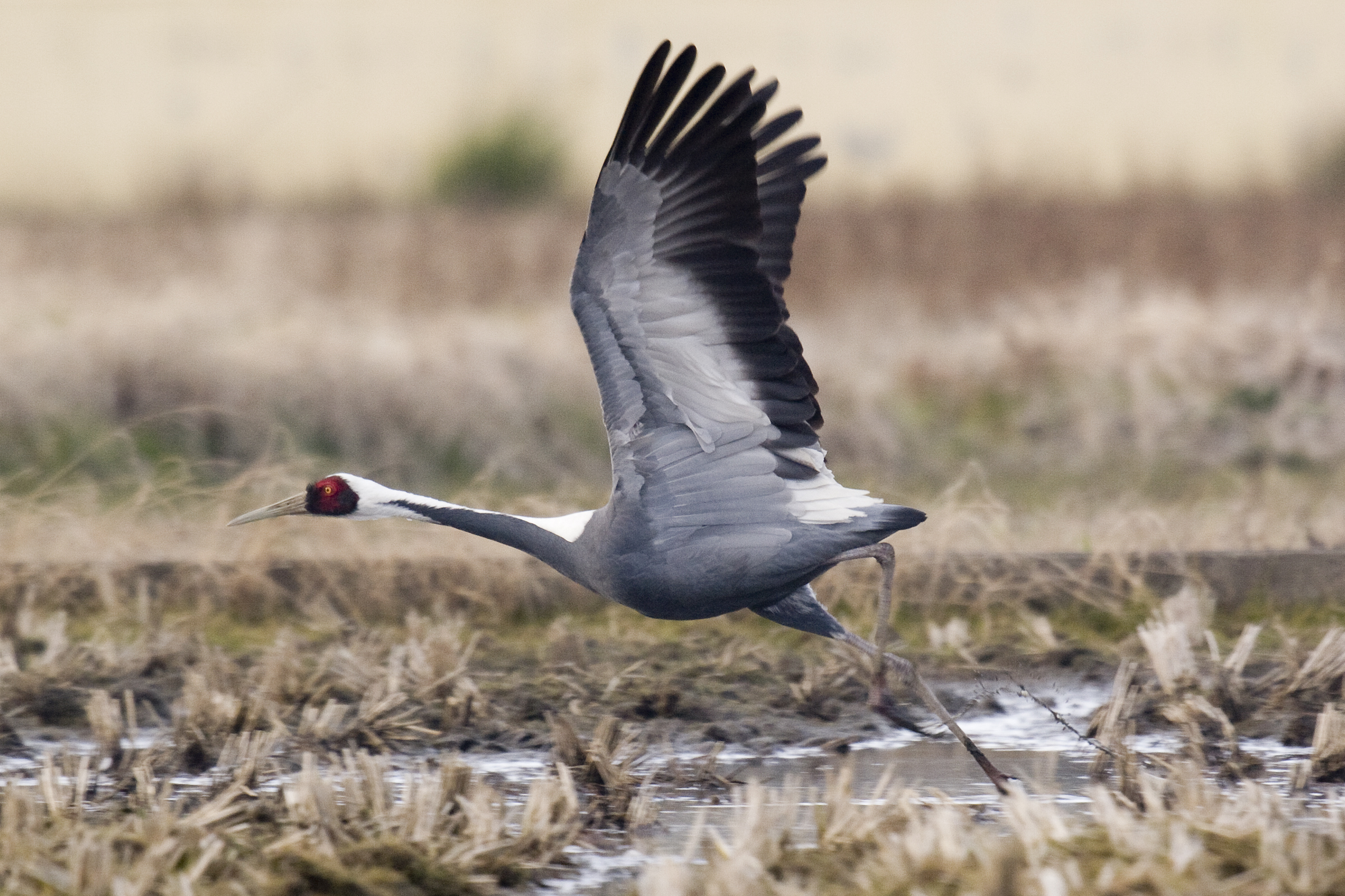

## Распространение
Природный ареал даурского журавля расположен в Азии — места гнездовий распространены в исторической области Даурия (отсюда и название) и включают в себя Северо-Восточный Китай, Северо-Восточную Монголию и прилегающие территории юго-восточной части России. В Российской Федерации его можно встретить в Забайкальском крае в бассейне рек Агуца, Онон; в Еврейской автономной области, на берегах озера Ханка, в Хинганском заповеднике и его Архаринском филиале, вдоль рек Амур и Уссури.
В зимнее время около 2000 птиц восточной популяции мигрируют в район демилитаризованной зоны между Северной и Южной Кореей (в частности, устье реки Ханган, Чолвонская котловина и нижнее течение реки Имджин), а ещё порядка 300 следуют дальше и останавливаются в районе японского о. Идзуми. Имеется единичный случай наблюдения этих птиц на Тайване. Птицы западной популяции (около 3000 птиц) мигрируют в район нижнего течения реки Янцзы в Китае, а также в долину реки Хуанхэ и озера Поянг.
Ранее численность даурских журавлей была гораздо выше, а ареал охватывал большую территорию, однако в результате хозяйственной деятельности человека и военных действий популяция этих птиц резко сократилась и достигла критической отметки в годы Второй мировой и Корейской войн.
Обитает во влажных заболоченных лугах, поросших вейником (Calamagrostis) и осокой; долинах рек и приозёрных котловинах.

## Размножение

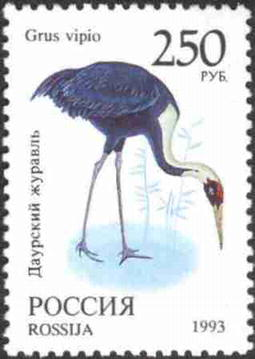
Почтовая марка России

Половая зрелость даурских журавлей в условиях дикой природы наступает на третий или четвёртый год жизни. Моногамны, пары сохраняются в течение всей жизни.
Как и у других видов журавлей, состоявшая пара отмечают своё соединение совместным характерным пением, которое обычно издаётся с запрокинутой головой и поднятым вертикально вверх клювом и представляет собой череду сложных протяжных мелодичных звуков. При этом самец всегда расправляет крылья, а самка держит их сложенными. Первым начинает кричать самка и издаёт два возгласа на каждый возглас самца. Ухаживание сопровождается характерными журавлиными танцами, которые могут включать в себя подпрыгивание, перебежки, хлопанье крыльями, подбрасывание пучков травы и наклоны.
В места гнездовий журавли прибывают в начале апреля, когда на болотах тает лёд. Гнездо обычно строится на открытом участке на краю болота с высокой травянистой растительностью недалеко от сельскозозяйственных угодий и представляет собой холмик сухой травы, преимущественно из осоки, с небольшим углублением посередине. Одно и то же гнездо может использоваться несколько лет подряд, при этом каждый год оно достраивается и ремонтируется. Часто пара за сезон строит несколько гнёзд, но яйца откладываются только в одно. Интенсивность гнездовий зависит от природных условий: например, в Монголии в котловине озера, окружённого зарослями осоки отмечено три пары гнездящихся журавлей на 5-км участке, тогда как в отсутствие озёр она падает до одной пары на 8 км. В Китае места гнездовий могут пересекаться с японскими журавлями. В брачный сезон журавли более агрессивны в охране своей территории, а во время насиживания яиц и выведения птенцов ведут себя более спокойно по отношению к пришельцам.
Самка как правило откладывает два яйца (реже одно) в середине апреля — середине мая. В случае если по какой-либо причине первая кладка погибла, самка способна отложить яйца повторно. Размер яиц в среднем составляет 9,45×5,43 см. Инкубационный период длится 28—32 дня. Птенцы становятся на крыло через 70—75 дней.

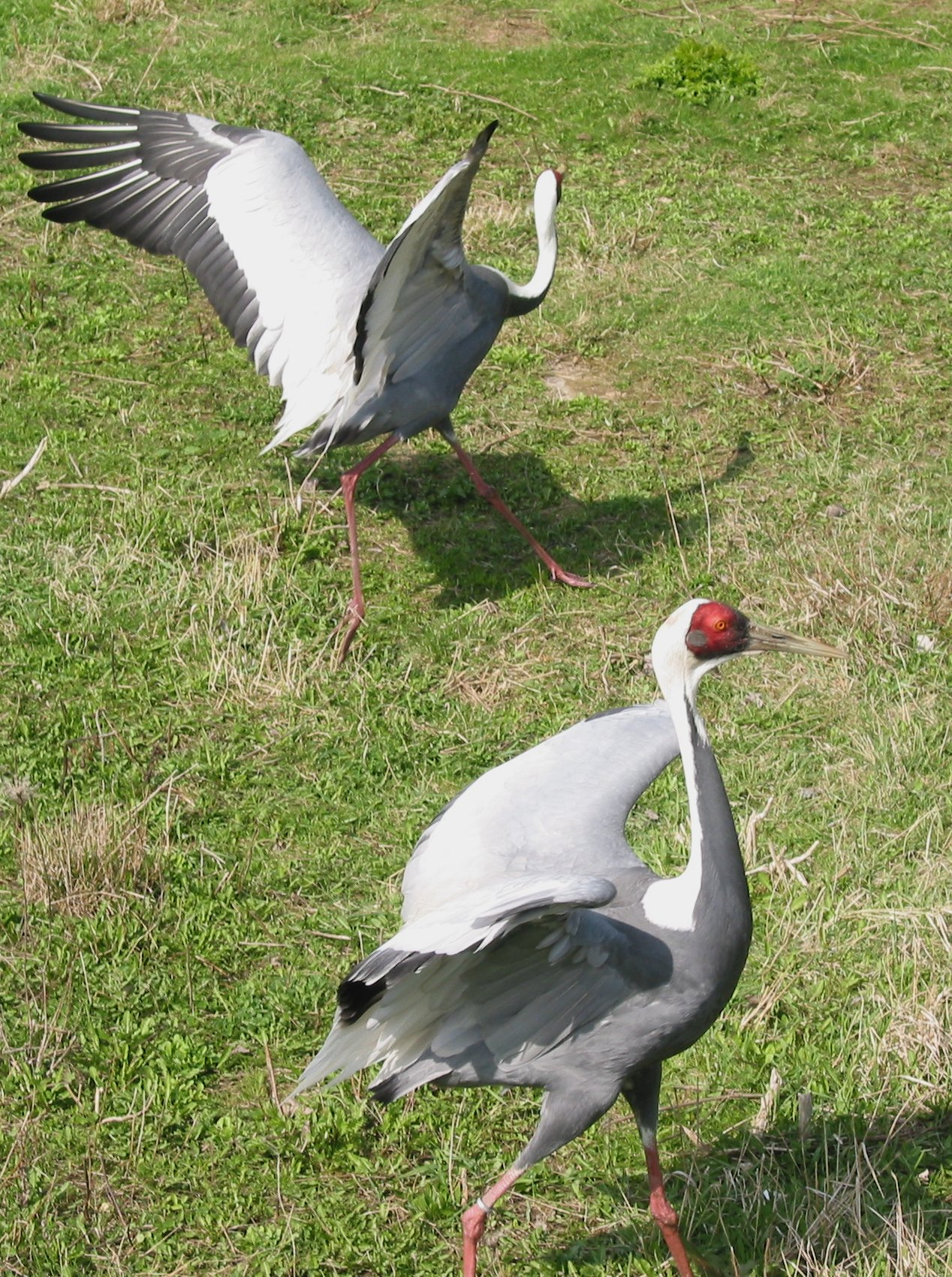
Брачный танец
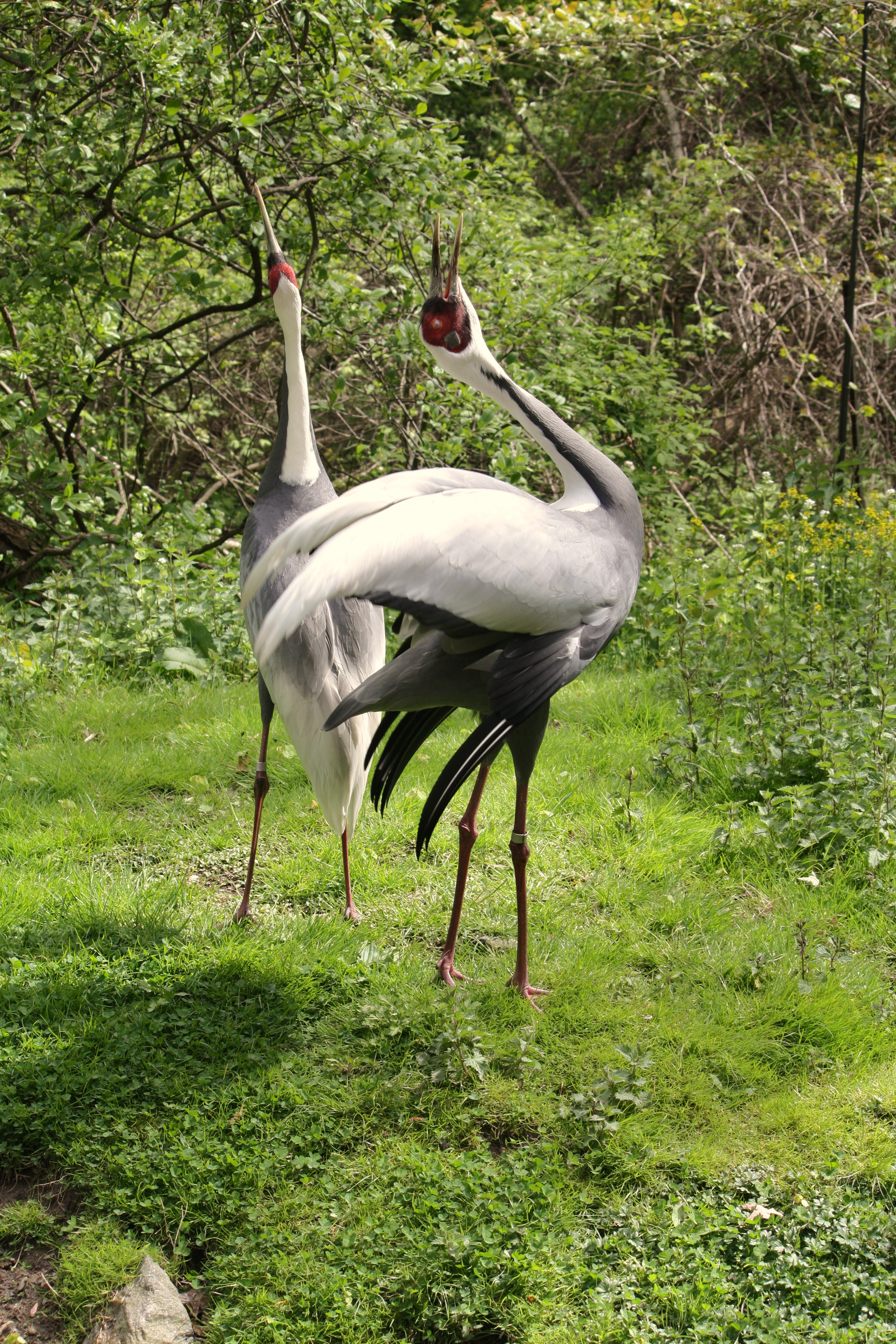
Совместная песня
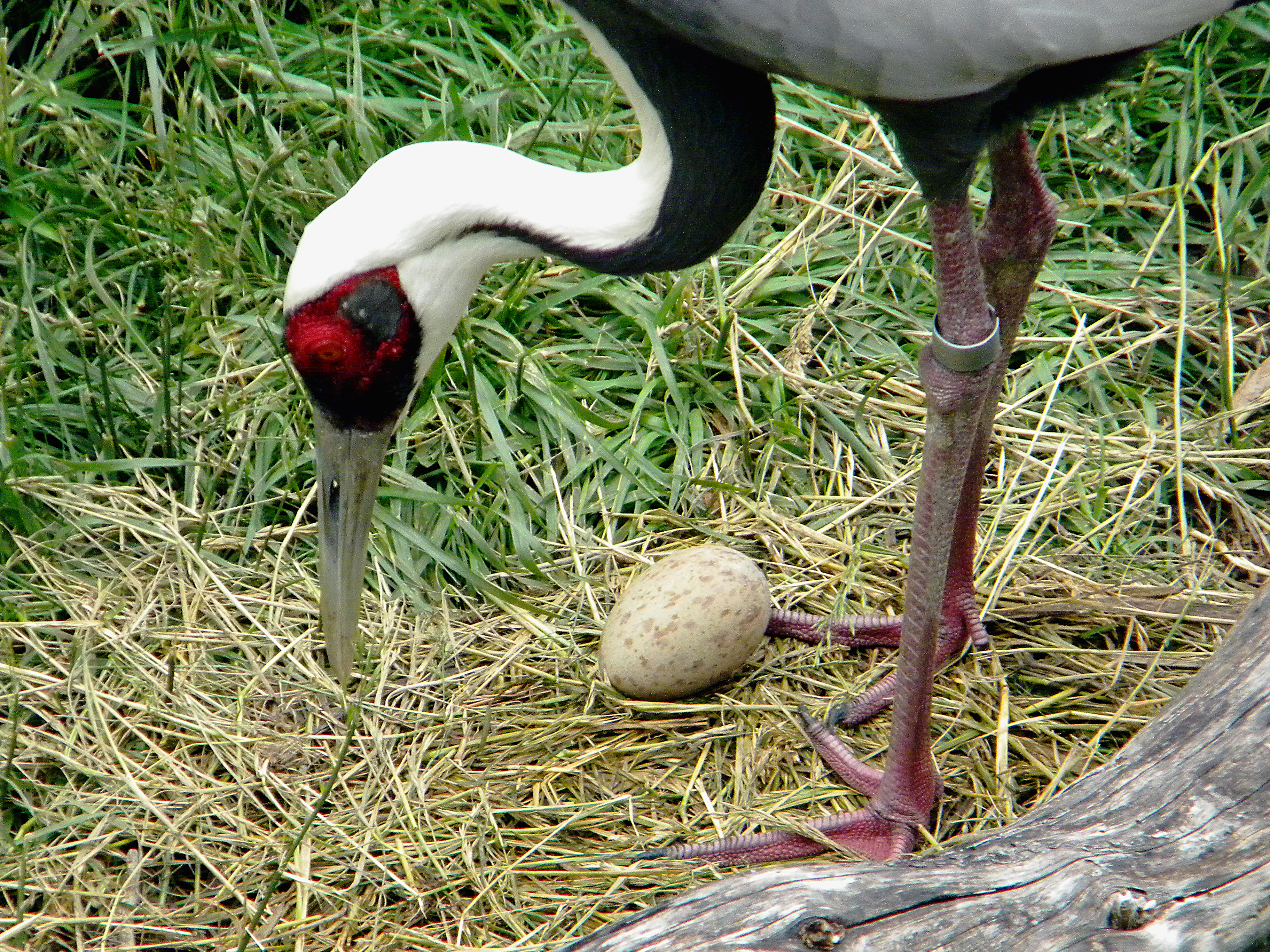
Яйцо
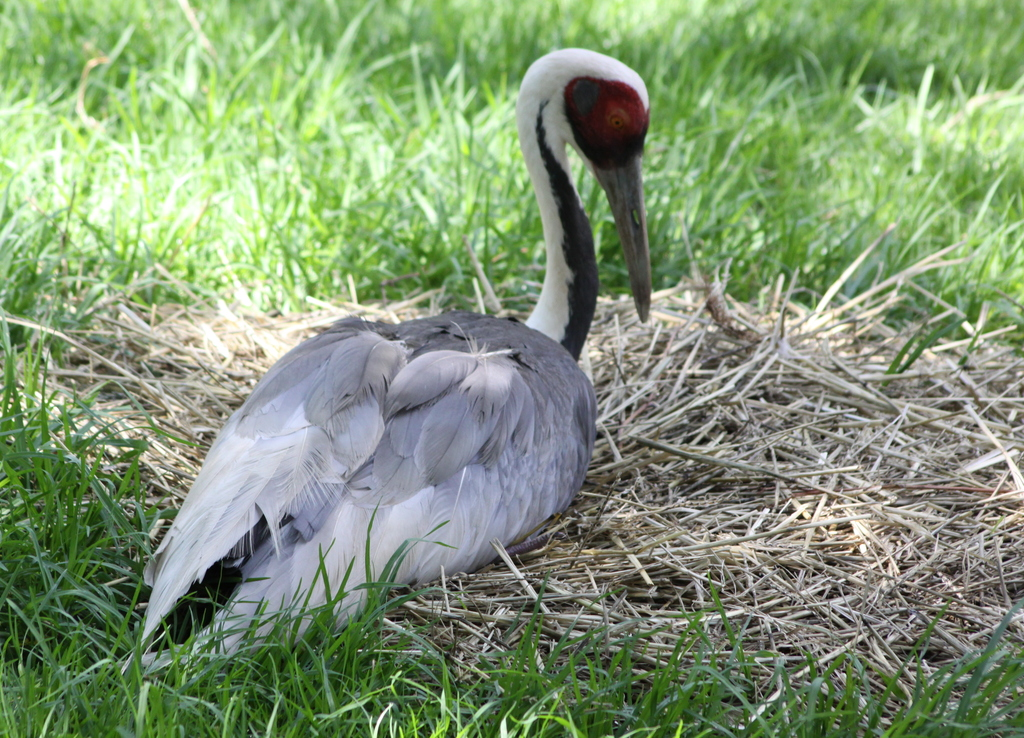
Насиживание
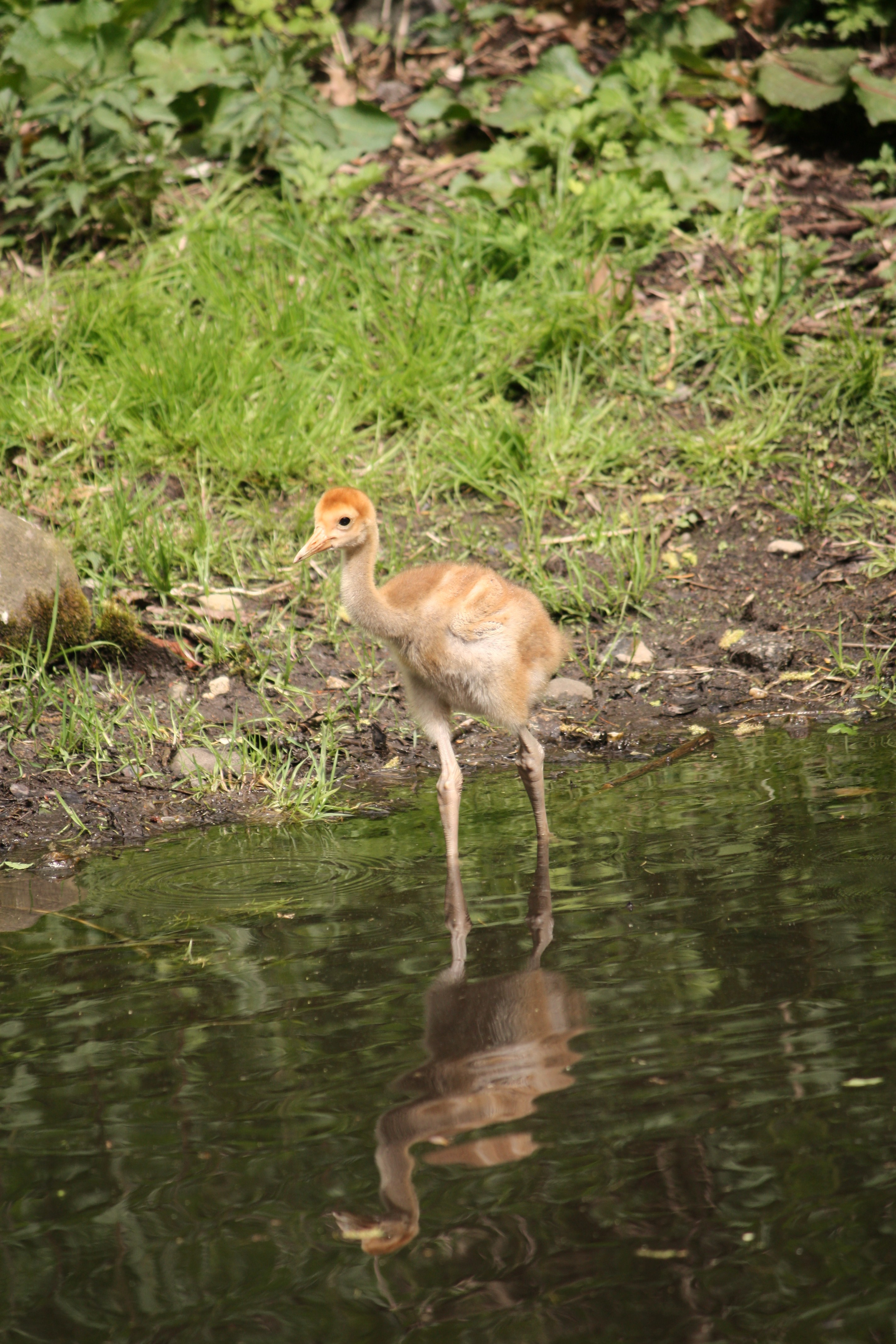
Птенец

## Питание
Даурские журавли всеядны — питаются как растительной, так и животной пищей. Основной рацион составляют корневища и побеги водных растений, насекомые, рыба, креветки и мелкие позвоночные животные. Их можно встретить кормящихся зерновыми культурами на рисовых, кукурузных, соевых и пшеничных посевах.

## Угрозы и охрана
Даурский журавль находится под угрозой вымирания и включён в списки Международной Красной Книги и Красной Книги России, а также находится под запретом международной торговли (Список CITES). Хотя за последние годы наметилась тенденция к увеличению популяции этих птиц в некоторых регионах, на территории России и Китая их численность постепенно снижается.
Основным фактором риска этого вида является осушение пригодных для гнездовий заболоченных территорий в результате хозяйственной деятельности человека, освоение земель под сельскохозяйственные нужды, мелиорация, строительство дамб, лесные пожары и беспокойство, вызванное присутствием человека.